# 种劭
种 劭（ちゅう しょう、? - 194年）は、後漢末の官僚・政治家。字は申甫。本貫は河南尹洛陽県。

## 経歴
种払の子として生まれた。若くして名を知られ、中平末年に諫議大夫となった。
189年（中平6年）、大将軍の何進が宦官たちを粛清しようと、并州牧の董卓を召し出した。董卓が軍を率いて澠池までやってくると、何進は狐疑逡巡して、种劭を派遣して詔勅を得て董卓の進軍を止めようとした。董卓は受け入れず、河南まで進軍した。种劭は董卓を迎えて労い、軍を返すよう求めた。董卓は変事があったと疑い、部下の軍士に示威させて种劭を脅そうとした。种劭は怒り、詔勅を大呼して叱咤した。董卓はやむなく軍を夕陽亭まで返した。
何進が宦官に殺害され、袁紹らが宦官たちを粛清すると、董卓が洛陽に入り、献帝を即位させた。种劭は召し出されて侍中となった。董卓が権力を独占すると、种劭はなおも強力であることを忌まれて、議郎に左遷され、益涼二州刺史として出向することとなった。192年（初平3年）、李傕・郭汜の乱が起こり、父の种払が戦死したため、种劭は赴任せず、官を辞して喪に服した。服喪を終えると、少府や大鴻臚として召されたが、父の仇を討つまでは朝覲して主に仕えることはできないといって、いずれも固辞した。种劭は馬騰・韓遂や左中郎劉範・侍中馬宇・中郎将杜稟らとともに李傕・郭汜を攻撃し、父の仇に報いようとした。194年（興平元年）3月、郭汜と長平観下で戦い、馬騰・韓遂らの軍は敗れて、种劭は戦死した。

## 伝記資料
- 『後漢書』巻56 列伝第46